# 30 محرم
- السبت
- الأحد
- الاثنين
- الثلاثاء
- الأربعاء
- الخميس
- الجمعة

- 306 يوليو 2024
- 17 يوليو 2024
- 28 يوليو 2024
- 39 يوليو 2024
- 410 يوليو 2024
- 511 يوليو 2024
- 612 يوليو 2024
- 713 يوليو 2024
- 814 يوليو 2024
- 915 يوليو 2024
- 1016 يوليو 2024
- 1117 يوليو 2024
- 1218 يوليو 2024
- 1319 يوليو 2024
- 1420 يوليو 2024
- 1521 يوليو 2024
- 1622 يوليو 2024
- 1723 يوليو 2024
- 1824 يوليو 2024
- 1925 يوليو 2024
- 2026 يوليو 2024
- 2127 يوليو 2024
- 2228 يوليو 2024
- 2329 يوليو 2024
- 2430 يوليو 2024
- 2531 يوليو 2024
- 261 أغسطس 2024
- 272 أغسطس 2024
- 283 أغسطس 2024
- 294 أغسطس 2024
- 15 أغسطس 2024
- 26 أغسطس 2024
- 37 أغسطس 2024
- 48 أغسطس 2024
- 59 أغسطس 2024

30 مُحرَّم أو 30 مُحرَّم الحرام أو يوم 30 \ 1 (اليوم الثلاثون من الشهر الأوَّل) هو اليوم الثلاثون من أيَّام السنة وفق التقويم الهجري القمري (العربي). يبقى بعده 324 أو 325 يومًا لانتهاء السنة.

## أحداث
- 7هـ - الرسول مُحمَّد يغزو قرية خيبر شمال شرقي المدينة المنورة، وذلك بسبب خيانة أهلها من اليهود وغدرهم، فدكَّ حصونها حتى استسلمت.
- 1295هـ - اليونان تعلن الحرب على الدولة العثمانية تضامنًا مع الإمبراطورية الروسية.
- 1319هـ - السلطان العثماني عبد الحميد الثاني يرفض طلب الصحفي اليهودي ثيودور هرتزل، بقبول اليهود كمهاجرين في أرض فلسطين، مقابل حصول الدولة على ملايين القطع الذهبية.
- 1333هـ - إعلان بريطانيا الحماية على مصر في بدء اشتعال الحرب العالمية الأولى، وكانت بريطانيا قد مضى على احتلالها مصر 32 سنة، وفي الوقت نفسه شرعت في تركيز قواتها للدفاع عن هذه المنطقة الاستراتيجية.
- 1360هـ - بريطانيا تغزو الصومال وإثيوبيا لطرد القوات الإيطالية منها وذلك في الحرب العالمية الثانية.
- 1367هـ - مقتل 12 فلسطينيًا بعد أن إرتكبت «كتيبة بلماح الثالثة» مجزرة «بقرية حساس» وذلك إثر نشوب خلاف بين عمال عرب ومستوطنين.
- 1368هـ - ملوك ورؤساء الدول العربية يتفقون في مؤتمر أريحا على تنصيب الملك عبد الله بن الشريف الحسين بن علي ملك المملكة الأردنية الهاشمية ملكًا على الضفة الغربية والقدس.
- 1369هـ - الجمعية العامة للأمم المتحدة توافق على استقلال ليبيا مع وحدة أراضيها.
- 1378هـ - ذاكر حسين يتولى رئاسة الهند، وهو أول مسلم يصعد إلى هذا المنصب، وتولى الرئاسة لمدة عامين.
- 1382هـ - إعلان استقلال الجزائر بعد إجراء استفتاء على ذلك، وكانت النتيجة 97.3%.
- 1394هـ - انعقاد مؤتمر القمة الإسلامي بلاهور في باكستان.
- 1432هـ - سقوط كتاب عدم التعاون مع رئيس الوزراء الكويتي الشيخ ناصر المحمد الصباح وذلك بعد رفض 25 نائبًا في مجلس الأمة له وامتناع عضو واحد وموافقة 22 نائبًا، وكان كتاب عدم التعاون قد قدم بعد استجواب قدم له من ثلاثه نواب هم مسلم البراك وصالح الملا وجمعان الحربش بسبب بانتهاكات محتملة للدستور والحريات العامة.
- 1433هـ - الجيش السوداني يقتل خليل إبراهيم زعيم حركة العدل والمساواة المتمردة في دارفور.
- 1437هـ - تفجيرٌ انتحاريّ في محلَّة بُرج البراجنة في ضاحية بيروت الجنوبيَّة التابعة أمنيًّا لِحزب الله، يُوقع حوالي 41 قتيلًا.
- 1438هـ - مجلس النواب اللبناني ينتخب رئيس التيار الوطني الحر وقائد الجيش الأسبق ميشال عون رئيسًا لِلُبنان بعد حوالي سنتين ونصف من الشُغُور الرئاسي.
- 1443هـ - حريق كبير في سجن تانجيرانج في إندونيسيا، يؤدي إلى وفاة 41 سجينًا وإصابة 80 آخرين.

## مواليد
- 1329 هـ - عبد الرحمن فارس، رئيس الهيئة التنفيذية المؤقتة.
- 1363 هـ - عبد السلام محمد الشدادي، مؤرخ مغربي حاصل على جائزة الملك فيصل العالمية.

## وفيات
- 1302 هـ - علي بن خليفة النفاتي، مجاهد مسلم وشيخ قبائل نفات التونسية.
- 1363 هـ - عمر طوسون، من سلالة الأسرة العلوية وأحد رواد الإصلاح والنهضة في مصر.
- 1393 هـ - مجيد لولو البغدادي، مصارع عراقي.
- 1425 هـ - سناء قديح وزوجها باسم قديح، مقاتلان في كتائب القسام التابعة لحركة حماس.
- 1426 هـ - وليد قنباز، شاعر وكاتب سوري.
- 1432 هـ - محمد الدفراوي، ممثل مصري.
- 1433 هـ - خليل إبراهيم، زعيم حركة العدل والمساواة المتمردة في دارفور.
- 1434 هـ - عبد السلام ياسين، داعية إسلامي مغربي.
- 1435 هـ -
  - رضا حافظ، فريق ووزير الإنتاج الحربي المصري.
  - أحمد فؤاد نجم، شاعر مصري.
- 1437 هـ - نائلة فاران، طبيبة سعودية متخصصة في الطب النووي.
- 1441 هـ - سامي عبد الحميد، ممثل ومخرج عراقي.

## وصلات خارجية
- موقع قصة الإسلام: حدث في شهر محرم.